# Ниоба (дочь Форонея)
Нио́ба (др.-греч. Νιόβη ἡ Φορωνέως) — персонаж древнегреческой мифологии. Дочь царя Аргоса Форонея и Теледики. Первая смертная женщина, с которой возлёг Зевс. Иногда жена Инаха и мать Форонея. Предок Алкмены в 16-м колене. Дети Аргос и (по Акусилаю) Пеласг.
- Павсаний упоминает её однажды (II 22, 5) и вскользь.
- См. Платон. Тимей 22а; Нонн. Деяния Диониса XXXII 66.